# إيفا تريزا براشاو
إيفا تريزا براشاو هي رسامة كندية، ولدت في 1871، وتوفيت في 1938.

## معرض صور

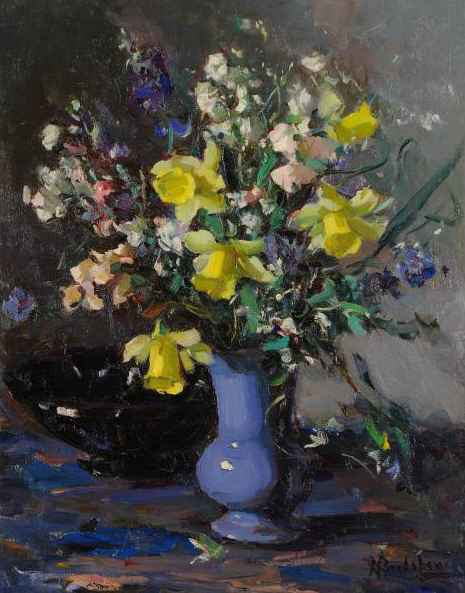
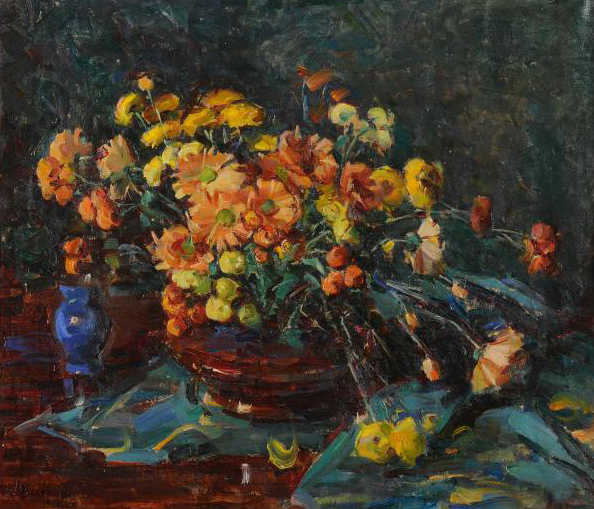
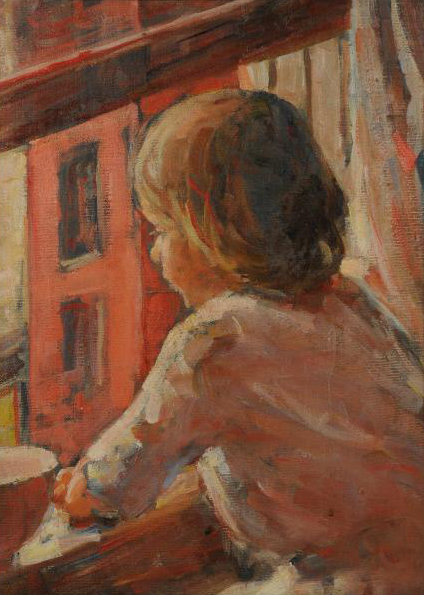